# حسن حسين عكار
حسن حسين عكار (بالتركية: Hasan Hüseyin Acar)‏ هو لاعب كرة قدم تركي في مركز الدفاع، ولد في 16 ديسمبر 1994 في إسكي شهر في تركيا. شارك مع منتخب تركيا تحت 20 سنة لكرة القدم. أما مع النوادي، فقد لعب مع إسكيشهرسبور ونادي جوزتيبي.

## وصلات خارجية
- حسن حسين عكار على موقع اتحاد تركيا (لاعب) (الإنجليزية)
- حسن حسين عكار على موقع قاعدة بيانات كرة القدم.إي يو (الإنجليزية)
- حسن حسين عكار على موقع Soccerbase.com (لاعب) (الإنجليزية)
- حسن حسين عكار على موقع Soccerway.com (الإنجليزية)
- حسن حسين عكار على موقع عالم كرة القدم.نت (الإنجليزية)